# Cerkev sv. Maklovija, Rouen
Cerkev sv. Maklovija je rimskokatoliška cerkev v Rouenu, Francija, ki velja za enega izmed najboljših primerov razposajenega sloga gotske arhitekture v Franciji.  Saint-Maclou, skupaj s stolnico v Rouenu, Palais de Justice  in cerkvijo sv. Ouena, tvorijo znameniti ansambel pomembnih gotskih stavb v Rouenu.

## Arhitektura
Gradnja cerkve Saint-Maclou se je začela nekje po letu 1435. Zamenjala naj bi obstoječo romansko župnijsko cerkev, ki je trpela več letno zanemarjanje zaradi porušenega transepta.  V svojem mestu je zidarski mojster Pierre Robin ustvaril baziliko slogu cerkev s štirimi radialnimi kapelami ob osmerokotnem koru. Okras cerkve je mrakoben in vabi nazaj v mračno cerkveno preteklost zakoreninjeno v času pandemije kuge.  Transept je nekompleten s stebri, ki podpirajo stolp. Kor je precej velik  in sega v strukturo in ima dva oboka in radialno štiri kapele, ki se odcepijo iz ambulatorija. Tloris daje poudarek na transept, ki je na sredini med korom in ladjo. Saint-Maclou ima klasične trinadstropne arkade, triforij in svetlobno nadstropje. Slavna zahodna fasada je brez stolpa s petimi zatrepnimi portali s plavajočimi oporniki nad stranskimi ladjami, ki so pritrjeni na zahodni steni, ki vsebuje rozeto.
Cerkev Svetega Maclouja je bila zgrajena na prehodu iz pozne gotike (15. - 16. stoletje) v renesanso v 16. stoletju. Prostor nad portalom v loku je podoben timpanonu. Značilno je, da je timpanon napolnjena s kiparskim okrasom, ki namiguje na pekel in nebesa. V timpanonu glavnega vhoda v cerkev kaže stoječega Kristusa z rokami v pozi razsojanja, da bi ljudje, ki ga obdajajo na njegovi desni odšli v nebesa in tisti na njegovi levi v ogenj pekla. To sporočilo, pogosto upodobljen v času gotike, je bil zasnovano, da bi prestrašilo in vplivalo na čustva javnosti. Arhitekturni načrt cerkve Saint-Maclou ima radialno kapele. Tako kot večina gotskih cerkva, je imela tudi ta veliko zunanjih kamnitih kipov, vendar so utrpeli precej francoskih verskih vojn, vremenske razmere in onesnaževanje. Večina notranjih kipov je izginilo v času francoske revolucije. Kljub temu se je v notranjosti kapel ohranilo precej lesenega pohištva in dekoracije izdelane v 18. stoletju, vendar je bila večina tega uničena med zavezniškim bombnim napadom leta 1944. Cerkev je bila delno poškodovana zaradi padca dveh bomb. Renesančna zunanja vrata s svojimi okraski in renesančne orgle, so ostale nepoškodovane tako v času francoske revolucije kot druge svetovne vojne.

## Vitraji
Nekaj starih vitrajev je ohranjenih, sicer pa je mogoče opaziti, da se pogosto mešajo z modernimi elementi. Drevo Jesse je iz petnajstega stoletja nad severnim portalom, nad južnim portalom je križanje.

## Orgle
Orgle stojijo na zahodni fasadi, so renesančne in so priznane tako po obliki kot zvoku. Izdelal jih je Nicolas Castille.

## Pokrovitelji
Pokrovitelji Saint-Maclou so bili iz bogatega trgovskega razreda, ki so doživeli ogromno družbeno in gospodarsko rast v štirinajstem in petnajstem stoletju. Družina, ki je bila najtesneje povezana z obnovo cerkve, je bila družina Dufour. Pokrovitelji so bili odgovorni za izbiro zidarskega mojstra Pierra Robina, kakor tudi za del celotnega sloga cerkve. Dufoursi in drugi so krivci za  podobnost med cerkvijo Saint-Maclou in stolnico v Rouenu.

## Obnova
V juniju 1944 so bombe porušile oboke ambulatorija in kora. Zvoniku in stolpu je grozil propad. Delo na konsolidaciji in obnovi je bilo končano leta 1965. Kor je bil obnovljen leta 2000 in stolp spet odprt 23. junija 2007.  Leta 2008 je mesto Rouen podpisalo z državo enega od prvih "načrtov dediščine" v višini več kot 7 milijonov evrov, kar je bilo bistveno za obnovo.
Obnova se je začela septembra 2011 in bila končana konec leta 2013. Obsegala je vse visoke dele krova fasade severnega transepta in celotno zahodno fasado in odpravila nesrečno uporabo več kot 150 let starih kamnov povprečne kakovosti, katerih posledice so vidne še danes. Obnovljena bo še južna fasada, vključno s kapelo Sv. Klotilde, ki čaka od leta 1944.
- Église vue du sud ouest.
- Les vantaux renaissance du porche nord.
- La façade restaurée en mars 2014.
- Le portail ouest.